# Wayne Oquin

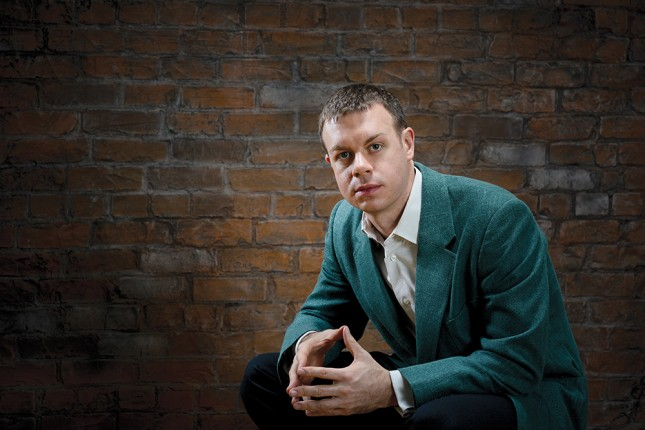
Wayne Oquin

Wayne Oquin (Houston, 9 december 1977) is een Amerikaans componist, muziekpedagoog, dirigent en pianist.

## Levensloop
Oquin studeerde aan de Staatsuniversiteit van Texas in Austin en behaalde aldaar zijn Bachelor of Music in 1999. Vervolgens studeerde hij aan de Juilliard School of Music in New York bij Milton Babbitt, Samuel Adler en Mary Anthony Cox. Hij behaalde in 2002 zijn Master of Music en voltooide daar ook zijn studies toen hij tot Doctor of Musical Arts promoveerde met de proefschrift A time to break silence : songs inspired by the words and writings of Martin Luther King Jr. in 2008. 
Hij is docent aan de Juilliard School of Music sinds 2008. Verder werkt hij als dirigent en pianist. 
Als componist won hij prijzen voor zijn werken zoals de Palmer-Dixon Prijs, de Arthur Friedman Award en de William D. Revelli Composition Contest. 

## Composities

### Werken voor orkest
- 2002 Exclamation
- 2003 An Unbroken Chain to Infinity, voor orkest
- 2008 Watersong, voor viool, marimba/vibrafoon, harp, piano en strijkorkest
- 2011 Concert, voor dwarsfluit, strijkorkest en slagwerk
- 2012 Prism

### Werken voor harmonieorkest
- 1997 Momentum, voor harmonieorkest
- 1998 River Sanctuary, voor harmonieorkest
- 2009 Tower Ascending, voor klarinet en harmonieorkest[1]
- 2013 A Solemn Place, voor harmonieorkest
- 2014 Affirmation, voor harmonieorkest (won in 2014 de William D. Revelli Composition Contest)

### Vocale muziek

#### Werken voor koor
- 1996 A Keats' Triptych, voor gemengd koor a capella - tekst: John Keats
  1. When I have fears that I may cease to be
  2. Shed no tear—O shed no tear
  3. Sonnet to Sleep
- 1999 Then Last of All, voor The King's Singers - tekst: Walt Whitman
- 1999 The Greatest of These, voor gemengd koor, dwarsfluit, klarinet, hobo, fagot, cello, contrabas, harp en piano - tekst: Eerste brief van Paulus aan de Korintiërs 15: 1-58
- 2000 Ave Maria, voor gemengd koor
- 2004 On the Words of James Madison, voor gemengd koor a capella - tekst: James Madison
- 2013 O Magnum Mysterium, voor gemengd koor

#### Liederen
- 1999 And death shall have no dominion, voor contra-alt en piano - tekst: Dylan Thomas
- 2007 A Time to Break Silence, liederen voor bariton (of tenor) en piano - geïnspireerd door woorden en teksten van Martin Luther King
- 2014 In Dreams Awake, voor sopraan en kamermuziekensemble

### Kamermuziek
- 1998 Sonate, voor viool en piano
- 2002 Thoughts Without Words, voor dwarsfluit en piano
- 2004 A Movement, voor strijkkwartet
- 2005 Clockwork, voor dwarsfluit, klarinet, viool, altviool, cello, slagwerk en piano

### Werken voor orgel
- 2008 Reverie[2]

### Werken voor piano
- 1997 Midnight
- 1997 Eclipse, voor 2 piano's
- 1999 Nightfall
- 2006 All things new - distinctive piano literature on beloved hymnody & song
- 2012 Détours[3]

### Werken voor slagwerk
- 2010 Drive

## Publicaties
- Igor Stravinsy's "Requiem canticles" : new music in a "Brave new world", Dissertation, New York : Juilliard School of Music, 2008. 119 p.
- A time to break silence : songs inspired by the words and writings of Martin Luther King Jr., Thesis (D.M.A.), New York, The Juilliard School of Music, 2008.